# 541. padalski pehotni polk (ZDA)
541. padalski pehotni polk (izvirno angleško 541st Parachute Infantry Regiment; kratica 541. PIR) je bila padalska enota Kopenske vojske Združenih držav Amerike.

## Zgodovina
Polk je bil ustanovljen 12. avgusta 1943 v Fort Benningu. Za krajši čas so polk premaknili v Camp Mackall, a se je polk vrnil v Fort Benning že julija 1944. Takrat je bil dodeljen Nadomestnemu in šolskemu poveljstvu z namenom, da uri nove padalce. Novembra 1944 so polk ponovno poslali v Camp Mackall in od tam junija 1945 na Filipine. Polk je bil tam 10. avgusta 1945 razpuščen, medtem ko so moštvo uporabili za vzpostavitev 3. bataljona 187. jadralnega in 3. bataljona 188. padalskega pehotnega polka.